# COP Waghez
COP Waghez – jedna z polskich baz wojskowych Polskiego Kontyngentu Wojskowego w Afganistanie. 
W latach 2012 i 2013 Waghez była jedyną bazą w spośród polskich baz PKW Afganistan posiadającą status zewnętrznego posterunku bojowego COP. 
Baza powstała w dystrykcie Waghaz, w prowincji Ghazni, niedaleko wioski Mustawffi przy drodze Highway 1 łączącej Kabul z Kandaharem. Oddalona była o 18 kilometrów od Ghazni – największej polskiej bazy wojskowej w Afganistanie. Polscy żołnierze służyli w niej od marca 2012 roku. Bazę założyli żołnierze X zmiany PKW Afganistan z 1 batalionu zmechanizowanego Szwoleżerów Mazowieckich z Orzysza.
W czerwcu 2012 roku bazę odwiedził koszykarz Marcin Gortat.
We wrześniu 2012 roku polscy żołnierze stacjonujący w bazie Waghez, podczas patrolu, przy drodze Highway 1 znaleźli zawiniętego w koc, noworodka. Dowódca patrolu nazwał dziewczynkę Pola. Historia dziewczynki obiegła media, w wyniku została ona adoptowana przez afgańskie małżeństwo. Państwo Zaher przy adopcji nadali dziewczynce nowe, afgańskie imię – Aria.
7 listopada 2012 roku Sergeant Major Thomas R. Capel z Dowództwa ISAF odwiedził polskich żołnierzy w bazie COP Waghez. Przywitał go kapitan Tomasz Kłonowski. Dowódca bazy przedstawił zadania jakie realizują jego podwładni, zapoznał z rozmieszczeniem poszczególnych elementów bazy oraz warunkami socjalnymi. Po wspólnym obiedzie, sierżant Capel wykonał strzelanie ze 152 milimetrowej armatohaubicy Dana. Pomyślne wykonanie zadania ogniowego było okazją do pasowania "najważniejszego podoficera na teatrze działań w Afganistanie", na artylerzystę.
22 grudnia 2012, w czasie potyczki z rebeliantami, zostało rannych trzech polskich żołnierzy. Jednym z nich był żołnierz obsady COP, st. kpr. Łukasz Sroczyński.
W ramach X zmiany w bazie służyli żołnierze 1 kompanii piechoty 1bzSM 15BZ kpt. Piotra Półbratka, który został pierwszym dowódcą COP Waghez, w ramach XI zmiany PKW Afganistan podstawową obsadę posterunku stanowili żołnierze 1 kompanii kapitana Marcina Zalewskiego z 6 Batalionu Powietrznodesantowego, a w XII zmianie żołnierze 1 kompanii piechoty zmotoryzowanej 12 BZ kapitana Tomasza Kłonowskiego. 
10 kwietnia 2013 roku bazę przekazano żołnierzom 1 kandaku 3 Brygady Armii Afgańskiej.